# Lambach (Francja)
Lambach – miejscowość i gmina we Francji, w regionie Grand Est, w departamencie Mozela.
Według danych na rok 1990 gminę zamieszkiwały 542 osoby, a gęstość zaludnienia wynosiła 98 osób/km² (wśród 2335 gmin Lotaryngii Lambach plasuje się na 565. miejscu pod względem liczby ludności, natomiast pod względem powierzchni na miejscu 963.).